# 細川堯朝
細川 堯朝（ほそかわ たかとも）は江戸時代の武将。和泉上守護・細川元常の末裔。

## 概要
寛永11年（1634年）11月1日に 明正天皇に叔父の細川忠朝と共に仕えた。明正天皇が崩御したのちは致仕した。